# Arachneo (Berg)
Der Arachneo (neugriechisch Αραχναίο, (n. sg.)) oder Arachnaion (altgriechisch Ἀραχναῖον, lateinisch Arachnaeum) ist ein Berg im Regionalbezirk Argolis mit einer Höhe von 1199 m über dem Meer. Er bedeckt den größten Teil des zentralen Regionalbezirkes. Nach Süden ist er verbunden mit dem Massiv des Didymo (Δίδυμο όρος), nach Norden setzt er sich fort in den Höhenzügen des östlichen Korinthia. Der Hauptkamm des Berges zieht sich von West nach Ost mit den Gipfeln Psilokorfi (Ψηλοκορφή, 890 m), dem namengebenden Gipfel sowie den Gipfeln Skounthi (Σκούνθι, 1042 m), Kalovouni (Καλοβούνι, 1139 m auch Arna oder Mavrovouni genannt). Im Osten läuft das Massiv in einem „Profitis Ilias“, (ca. 800 m) über dem Dorf Anastasopoulaika (Αναστασοπουλαίκα) aus. Zum Saronischen Golf hin schließt sich der Hausberg von Epidavros, der Akros an. Weitere Nebengipfel sind Mavrovouni (Μαυροβούνι, 918 m), Vounokorfi (Βουνοκορφή, 900 m), Foniskos (Φονίσκος, 730 m), Chaveles (Χαβέλες, 504 m) und Giannovouni (Γιαννοβούνι, 406 m).
Der Berg ist im Süden komplett abgeholzt, die nördlichen Hänge, die bei Desklias (Δεσκλιάς) eine kleine Hochebene bilden, sind teilweise mit Kiefernwäldchen bestanden. Auf den Ausläufern befindet sich der Ort Lygourio sowie das antike Amphitheater von Epidauros. Nach Süd-westen zieht er sich zur Hafenstadt Nafplio hin.

## Geschichte
Pausanias berichtet, dass die Stadt Lessa (Argolis) auf den Ausläufern des Arachneo erbaut war. Auf dem höchsten Gipfel, der heute auch Profitis Elias genannt wird, befanden sich Altäre des Zeus und der Hera. Dort soll sich nach Aischylos auch ein Feuersignal befunden haben, das die Einnahme von Troja nach Mykenae meldete. Heute befindet sich dort die Kirchenruine Profitis Ilias.
Ältere Namen des Gebirges waren Sapyselaton und Hysselinon.
Im Mittelalter errichteten die Franken zum Schutz des Passes nach Arachneo die Festung Gyklos auf dem Skounthi.

## Windparks im Arachneongebirge
2011 ließ der italienische Konzern Enel Green Power SA den ersten Windpark, gegen den Widerstand der Bevölkerung, im Gebirge nördlich von Stefani errichten. Der Windpark Arachneo (Αραχναίο αιολικό πάρκο) besteht aus 33 Windrädern. 11 Windräder wurden auf dem Galgouni (Γκαλγκούνη), 20 auf dem Psili Rachis (Ψηλή Ράχης) und zwei auf dem Goupata (Γούπατα) errichtet.
Der Windpark Arachneo II wurde durch Rokas Renewable südlich von Arachneo auf dem höchsten Bergzug des Arachneo errichtet. Er besteht aus 19 Windrädern von 67 m Höhe und einem Rotordurchmesser von 87 m (Gamesa G87, 2,0 MW). Sie haben zusammen eine Leistung von 38 MW. Die tatsächliche Jahresleistung wird auf 72.000 MWh geschätzt.